# Dinotrema spitzzickense
Dinotrema spitzzickense är en stekelart som först beskrevs av Fischer 1976.  Dinotrema spitzzickense ingår i släktet Dinotrema och familjen bracksteklar. Inga underarter finns listade i Catalogue of Life.